# Asynarchus contumax
Asynarchus contumax är en nattsländeart som beskrevs av Mclachlan 1880. Asynarchus contumax ingår i släktet Asynarchus och familjen husmasknattsländor. Arten är reproducerande i Sverige. Inga underarter finns listade i Catalogue of Life.